# Juraj Valčuha
Juraj Valčuha (nacido en 1976, Bratislava) es un director de orquesta eslovaco.
En su ciudad natal, Valčuha estudió composición y dirección en el Conservatorio de Bratislava. Más tarde estudió dirección de orquesta con Ilya Musin en el Conservatorio de San Petersburgo y con Janos Fürst en el Conservatorio de París. De 2003 a 2005, fue ayudante de dirección en la Orquesta Nacional de Montpellier y en la Opéra National de Montpellier.
Valčuha dirigió la Orquesta Sinfónica Nacional de la RAI como director invitado por primera vez en 2005. Se convirtió en el director titular de la orquesta en la temporada 2009-10. Concluyó su contrato con la RAI en 2016. En julio de 2016, el Teatro de San Carlos, anunció el nombramiento de Valčuha como su director musical. Es el director invitado principal de la Konzerthausorchester Berlin durante la temporada 2017-18, tras su debut como director invitado en la temporada 2014-15, y su posterior compromiso de retorno como director invitado dos años después.
Valčuha reside en Francia.